# Малино (Ярославская область)
Малино — деревня в Первомайском районе Ярославской области, входит в состав Кукобойского сельского поселения, является центром Крутовского сельского округа.

## География
Расположена на берегу реки Людинка в 9 км на запад от центра поселения села Кукобой и в 66 км на северо-запад от райцентра посёлка Пречистое. 

## История
В конце XIX — начале XX века деревня входила в состав Подорвановской волости Пошехонского уезда Ярославской губернии.
С 1929 года деревня входила в состав Крутовского сельсовета Первомайского района, с 2005 года — в составе Кукобойского сельского поселения.
До 2010 года в деревне действовала Беляевская основная общеобразовательная школа.

## Население
| 1859 | 1914 | 2002 | 2007 | 2010 |
| ---- | ---- | ---- | ---- | ---- |
| 56   | ↗75  | ↗97  | ↗117 | ↘95  |

## Инфраструктура
В деревне имеются сельский клуб, отделение почтовой связи.